# Grande Prémio de Portugal de 1992
Resultados do Grande Prêmio de Portugal de Fórmula 1 realizado em Estoril em 27 de setembro de 1992. Décima quarta etapa da temporada, teve como vencedor o britânico Nigel Mansell, da Williams-Renault, que subiu ao pódio ladeado por Gerhard Berger e Ayrton Senna, pilotos da McLaren-Honda.

## Resumo
- Durante o fim de semana a Williams anunciou a contratação de Alain Prost por dois anos.[4]
- Última vitória de Nigel Mansell antes de sua mudança para a Fórmula Indy em 1993. O britânico ainda voltaria em 1994 para mais quatro provas.
- Última prova de Ivan Capelli na Ferrari, que o demitiu após uma série de resultados abaixo do esperado.

## Classificação da prova
| Pos. | Nº | Piloto               | Construtor            | Voltas | Tempo/Diferença | Grid | Pontos |
| ---- | -- | -------------------- | --------------------- | ------ | --------------- | ---- | ------ |
| 1    | 5  | Nigel Mansell        | Williams-Renault      | 71     | 1:34:46.659     | 1    | 10     |
| 2    | 2  | Gerhard Berger       | McLaren-Honda         | 71     | + 37.533        | 4    | 6      |
| 3    | 1  | Ayrton Senna         | McLaren-Honda         | 70     | + 1 volta       | 3    | 4      |
| 4    | 20 | Martin Brundle       | Benetton-Ford         | 70     | + 1 volta       | 6    | 3      |
| 5    | 11 | Mika Häkkinen        | Lotus-Ford            | 70     | + 1 volta       | 7    | 2      |
| 6    | 9  | Michele Alboreto     | Footwork-Mugen/Honda  | 70     | + 1 volta       | 8    | 1      |
| 7    | 19 | Michael Schumacher   | Benetton-Ford         | 69     | + 2 voltas      | 5    |        |
| 8    | 25 | Thierry Boutsen      | Ligier-Renault        | 69     | + 2 voltas      | 11   |        |
| 9    | 4  | Andrea de Cesaris    | Tyrrell-Ilmor         | 69     | + 2 voltas      | 12   |        |
| 10   | 10 | Aguri Suzuki         | Footwork-Mugen/Honda  | 68     | + 3 voltas      | 17   |        |
| 11   | 17 | Emanuele Naspetti    | March-Ilmor           | 68     | + 3 voltas      | 23   |        |
| 12   | 23 | Christian Fittipaldi | Minardi-Lamborghini   | 68     | + 3 voltas      | 26   |        |
| 13   | 32 | Stefano Modena       | Jordan-Yamaha         | 68     | + 3 voltas      | 24   |        |
| 14   | 24 | Gianni Morbidelli    | Minardi-Lamborghini   | 68     | + 3 voltas      | 18   |        |
| Ret  | 21 | J. J. Lehto          | Dallara-Ferrari       | 51     | Cansaço físico  | 19   |        |
| Ret  | 16 | Karl Wendlinger      | March-Ilmor           | 48     | Câmbio          | 22   |        |
| Ret  | 26 | Erik Comas           | Ligier-Renault        | 47     | Motor           | 14   |        |
| Ret  | 30 | Ukyo Katayama        | Larrousse-Lamborghini | 46     | Spun Off        | 25   |        |
| Ret  | 6  | Riccardo Patrese     | Williams-Renault      | 43     | Colisão         | 2    |        |
| Ret  | 22 | Pierluigi Martini    | Dallara-Ferrari       | 43     | Puncture        | 21   |        |
| Ret  | 28 | Ivan Capelli         | Ferrari               | 34     | Motor           | 16   |        |
| Ret  | 3  | Olivier Grouillard   | Tyrrell-Ilmor         | 27     | Câmbio          | 15   |        |
| Ret  | 29 | Bertrand Gachot      | Larrousse-Lamborghini | 25     | Motor           | 13   |        |
| Ret  | 33 | Maurício Gugelmin    | Jordan-Yamaha         | 19     | Pane elétrica   | 20   |        |
| Ret  | 27 | Jean Alesi           | Ferrari               | 12     | Spun Off        | 10   |        |
| Ret  | 12 | Johnny Herbert       | Lotus-Ford            | 2      | Acidente        | 9    |        |

## Tabela do campeonato após a corrida
| Pos. | Piloto             | Pontos |
| ---- | ------------------ | ------ |
| 1    | Nigel Mansell      | 108    |
| 2    | Ayrton Senna       | 50     |
| 3    | Michael Schumacher | 47     |
| 4    | Riccardo Patrese   | 46     |
| 5    | Gerhard Berger     | 33     |

| Pos. | Construtor       | Pontos |
| ---- | ---------------- | ------ |
| 1    | Williams-Renault | 154    |
| 2    | McLaren-Honda    | 83     |
| 2    | Benetton-Ford    | 77     |
| 4    | Ferrari          | 16     |
| 5    | Lotus-Ford       | 11     |

- Nota: Somente as primeiras cinco posições estão listadas e os campeões da temporada surgem grafados em negrito.